# Вера Гашпарікова
Ве́ра Гашпа́рікова (словац. Viera Gašparíková; *15 квітня 1928, Прєкопа-Мартін, Чехословаччина) — словацька письменниця і фольклористка.

## З життя і творчості
Вера Гашпарікова народилась в Прєкопі, районі міста Мартіна.
Навчалась у гімназії в Жиліні і Мартіні, потім на Філософському факультеті Університету Коменського в Братиславі (1952).
Після навчання працювала асистентом на кафедрі етнографії Alma mater, з 1960-го — наукова співробітниця Інституту етнографії Словацької академії наук. 
Науковиця присвятила себе дослідженню народної словесності, приділяючи, зокрема, особливу увагу ролі фольклору у розвитку словацької літератури, а також взаємозв'язкам і взаємовпливам між усною народною творчістю й літературою. 
В. Гашпарікова — авторка монографії про легендарного фольклорного героя розбійника Міхала Вдовця (Michal Vdovec) — Zbojník Michal Vdovec v histórii a folklóre gemerského ľudu (1964), на матеріалах якої написала книгу для дітей Zbojník Mišo Vdovčík («Розбійник Мішо Вдовчик») (1966).
Вера Гашпарікова є відомою фольклористкою — так, вона є співупорядницею збірки розбійничої та військової народної поезії Perečko belavé, červený dolomán (1955). Також їй належать антології словацьких народних казок — вона упорядкувала  збірки записів народних казок слухачами Слов'янського Семінару (Університету Коменського) у Братиславі у 1928-47 роках (2001, 2004); ще раніше вона підготувала до друку книгу перекладів словацьких народних казок німецькою мовою з серії MdWL Slowakische Volksmärchen (2000).

## Джерело
- Вера Гашпарікова [Архівовано 24 березня 2019 у Wayback Machine.] на LITERÁRNE INFORMAČNÉ CENTRUM [Архівовано 10 січня 2010 у Wayback Machine.] (словац.)

1. 1 2  Чеська національна авторитетна база даних